# Szabó Zoltán Gábor
Szabó Zoltán Gábor (Debrecen, 1908. május 30. – Budapest, 1995. június 16.) kétszeres Kossuth-díjas fiziko-kémikus, egyetemi tanár, az MTA rendes tagja (1964).

## Életpályája
Felsőfokú tanulmányokat a budapesti egyetemen folytatott fizika-kémia szakon (1926–1930). 1930-ban szerzett középiskolai tanári oklevelet, 1935-ben doktorált, „Sub auspiciis”, ami azt jelenti, hogy végig tiszta kitűnő tanuló volt. A szegedi Elméleti Fizikai Tanszéken kapott állást (1931–1939), 1938–1940 között a Szegedi Eötvös Kollégium igazgatója volt. 1940-ben Kolozsvárt, majd 1946-ban Szegeden habilitálták egyetemi tanárrá. 1940–1946 között a kolozsvári egyetemen tanított. 1946–1954 között a szegedi Általános Fizikai Kémiai, majd 1954–1967 között a Szervetlen és Analitikai Kémiai tanszék tanszékvezető egyetemi tanára volt. A tanszékvezetés mellett 1946-ban dékáni, 1964–1967 között rektori teendőket látott el. 1951-ben a Magyar Tudományos Akadémia levelező, 1964-ben rendes tagjává választották. 1967–1979 között a budapesti ELTE Szervetlen és Analitikai Kémiai Tanszék tanszékvezető egyetemi tanára. 1979-ben vonult nyugalomba, de bent maradt a tudományos közéletben.
Tudományos eredményeit német, angol nyelvű közleményekben hazai és nemzetközi szakfolyóiratokban adta közre. Nemzetközi szinten mérette meg tudását. 1936–1938 között Németországban, 1962-ben az Amerikai Egyesült Államokban járt tapasztalatcserén. 1960–1961 között az University of Sheffield (Sheffieldi Egyetem, Sheffield, South Yorkshire megye) vendégprofesszora volt Angliában.

## Kutatási területe
Homogén gázreakció-kinetika. Szilárd fázisú reakciókinetika. Katalízis.

## Munkái (válogatás)

### Kötetek
- Válogatott fejezetek a modem szervetlen kémiából. Budapest, 1959. 408 p. *Fortschritte in der Kinetik der homogenen Gasreaktionen. Darmstadt, 1961. 239 p.
- Advances in the kinetics of homogeneous gas reactions. London, 1964. 277 p. *Kontakt katalízis. (Szerk.) Bp. 1966. 870 p.
- Kinetic characterization of complex reaction systems. Amsterdam, 1969. 79 p.
- Anorganische Chemie. Eine grundlegende Betrachtung. Heidelberg, 1969. 160 p.
- Kontakt katalízis (angol)- Contact catalysis / Editor-in-chief Z. G. Szabó ; Assistant editor D. Kalló ; [Translated by Gy. Galambos ... et al.] Budapest : Akadémiai Kiadó ; Amsterdam : Elsevier, 1976. 1-2 köt.

### Tudományos közlemények
- Über jodometrische Bestimmung des Bromid-Ions. In: Z. Anal. Chem. 1931
- The examination of a system carbon and hydrogen in the temperature range 1100-2600°. In: J. Am. Chem. Soc. 1950.
- Analytical procedures based on complex formation. (Beck Mihállyal) In: Anal. Chem. 1953.
- Mechanism of influencing the thermal decomposition of propionaldehyde by nitric oxide. (Márta Ferenccel) In: J. Amer. Chem. Soc. 1961.
- The transition state and the Arrhenius' parameters. 2-3. (Bérces Tiborral) In: Z. Phys. Chem. 1968.

## Tudományos tisztségei
- MTA Fizikai-Kémiai Bizottsági elnök (1963–)
- Katalízis Munkabizottsági elnök (1959–)
- Int. Congr. on Catalyis Council tagja
- The Combustion Inst. M. Nemzeti Bizottsági elnök
- ICSOBA Magyar Bizottsági elnökségi tag
- International Union of Pure and Applied Chemistry (IUPAC) magyar nemzeti bizottsági tag
- UNESCO magyar bizottsági tag

## Szerkesztőbizottsági tagság
- Magyar Kémiai Folyóirat
- Kémiai Közlemények
- Acta Chimica Hungarica (ACH)
- Zeitschrift für Physikalische Chemie
- Journal of Catalysis
- Catalysis Reviews
- Combustion and Flame : the official journal of the external link Combustion Institute

## Társasági tagság
- Magyar Kémikusok Egyesülete (1948–)
- The Chemical Society, London (1948–)
- The American Chemical Society (1948–)
- Deutsche Bunsengesellschaft (1954–)
- The Faraday Society, London (1964–)

## Díjak, elismerések (válogatás)
- Kossuth-díj ezüst fokozat (1950, 1957)
- Munka Érdemrend arany fokozata (1962)
- A felsőoktatás kiváló dolgozója (1963)
- Apáczai Csere János-díj (1978)
- A József Attila Tudományegyetem díszdoktora (1980)
- Akadémiai Aranyérem (1984)

## Kapcsolódó információk
- Beck Mihály: Szabó Zoltán Gábor, 1908-1995 : elhangzott: 2000. június 20. Budapest : MTA, 2001. 8 p. : ill. (Sorozat: Emlékbeszédek az MTA elhunyt tagjai felett, ISSN 1419-8843) ISBN 963-508-311-4